# مزرعه شکفت زون
مزرعه شکفت زون یک روستا در ایران است که در استان فارس واقع شده‌است. مزرعه شکفت زون ۱۶ نفر جمعیت دارد.